# Tesa (entreprise suisse)
Pour les articles homonymes, voir Tesa.
Tesa Technology  est une entreprise suisse basée à Renens (Lausanne), spécialisée dans la fabrication d'instruments de mesure de haute précision. Le nom Tesa vient de Téléphonie SA.

## Histoire
(mai 2017).
- 1941, fondation de la société Téléphonie SA, filiale d'Autophon (Ascom), fabrication de pièces pour les téléphones
- Pour se diversifier, la société crée un instrument de mesure (micromètre) Minimetal, sous la marque Tesa.
- 1945, la société se sépare de la maison mère.
- 1950, l'Imicro, mesureur d'alésages à trois lignes de contact
- 1957, le Tesamaster, le micromètre intégrant un système de lecture exclusif resté inédit
- 1967, entrée dans le groupe américain Brown Sharpe
- 1970, les premiers palpeurs jusqu'à 0,01 mm
- 1975, le Tesamodul, système de mesure multicote
- 1977, le Digit-CCL, un pied à coulisse électronique à affichage numérique
- 1983, le Tesa CQC 200, premier ordinateur industriel de mesure multicote
- 1985, le TDC 2001, un réseau informatisé pour la gestion centralisée du contrôle de qualité
- 1989, le premier interféromètre à laser
- 1993, achat de Mercer Ltd., Roch France avec sa filiale allemande Mauser et Compac Genève
- 1996, le Micromaster utilisant le système de mesure capacitif CapaµSystem
- 2001, Hexagon (chiffre d'affaires : 2,3 milliards de dollars, 8 200 employés) rachète Brown Sharpe.
- 2001, les pieds à coulisse électroniques Tesa-Cal IP65 et, tout récemment, IP67 sont pourvus du système Tesa MagnaµSystem.
- 2003, les Tesa-Scan, Tesa-Scope 2 et Tesa-Visio, systèmes de mesure optique sans contact.
- 2004, le Micro-Hite 3D, la mesure à trois coordonnées
- 2016, 75e anniversaire[1] et nouveau Micro-Hite et Micro-Hite+M[2],[3]
- 2017, investissements pour l'entrée dans l’ère « industrie 4.0 »[4],[5]
- 2018, Prix vaudois des entreprises internationales (PVEI)[6], Palpeurs inductifs avec câble détachable, l’émetteur Bluetooth TLC-BLE, station de mesure Tesa µ-Hite, logiciel de traitement de données Tesa Data-Viewer
- 2019, nouvelle génération de la gamme des mesureurs de hauteur Tesa-Hite[7]

## Produits
- Appareils de mesure de précision 0,001 mm ou 1 µm (cinq mille instruments et systèmes de mesure de haute précision[réf. nécessaire])
  - pieds à coulisse électroniques
  - micromètres
  - palpeurs
- Mesureurs verticaux

## Tesa France
Tesa France est situé à Moncel-Lès-Lunéville en Meurthe-et-Moselle; issue du rachat des établissements ROCH, dont le propriétaire était Brown & Sharpe, compagnie américaine née au XIXe siècle en Nouvelle-Angleterre.
Se situant à Lunéville, elle a donc déménagé pour des locaux plus petits, son effectif étant passé de 130 à 30, progressivement.